# A Maze of Recycled Creeds
Albums de Gorod
A Perfect Absolution
(2012)
A Maze of Recycled Creeds est le cinquième album studio du groupe de death metal technique français Gorod sorti le 16 octobre 2015.

## Liste des titres
| No  | Titre                        | Durée |
| --- | ---------------------------- | ----- |
| 1.  | Air de l'Ordre               | 0:58  |
| 2.  | Temple to the Art-God        | 3:21  |
| 3.  | Celestial Nature             | 4:26  |
| 4.  | Inner Alchemy                | 6:13  |
| 5.  | The Mystic Triad of Artistry | 5:08  |
| 6.  | An Order to Reclaim          | 4:31  |
| 7.  | From Passion to Holiness     | 5:46  |
| 8.  | Dig into Yourself            | 3:20  |
| 9.  | Rejoice Your Soul            | 4:50  |
| 10. | Syncretic Delirium           | 5:07  |

| 11. | An Order to Reclaim (Alternate Tracking) | 4:15 |

| 11. | Celestial Nature (Alternate Tracking) |  |

## Composition du groupe
- Mathieu Pascal - Guitare, production, composition, enregistrement, mixage audio et mise en page.
- Julien "Nutz" Deyres - Chant et composition.
- Nicolas Alberny - Guitare.
- Benoit Claus - Basse.
- Karol Diers - Batterie.

## Musiciens additionnels
- Erik Satie - Piano sur Air de l'Ordre.

## Membres additionnels
- Pierre-Yves Marani - Mastering.
- Eric Liberge - Artwork[11].